# توماس سيمور

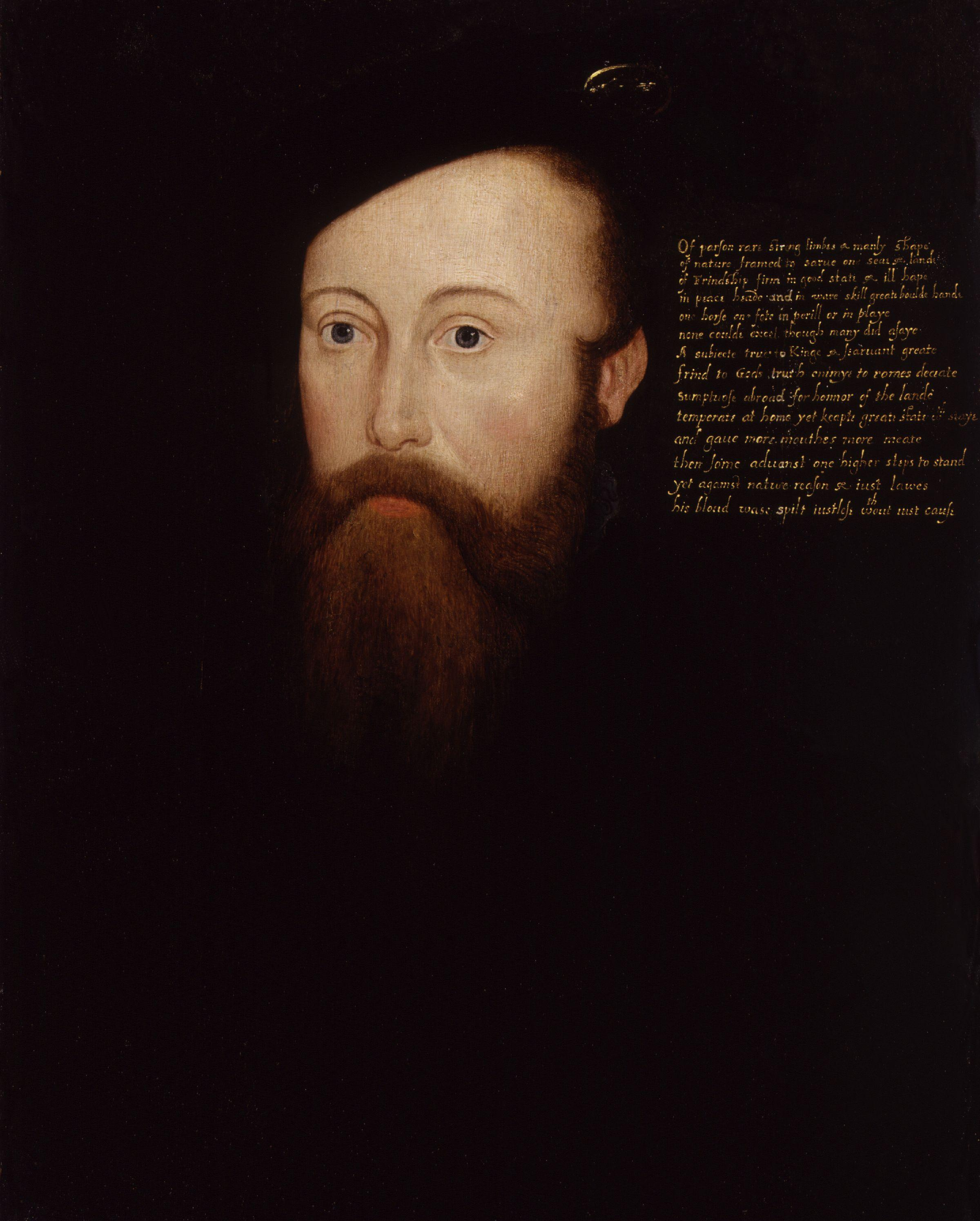
توماس سيمور

توماس سيمور (بالإنجليزية: Thomas Seymour)‏. ولد في عام1506م وتوفي عام 1549م. كان شقيق جاين سيمور زوجة الملك هنري الثامن الثالثة. وكان أحد فرسان الملكية في زمن الملك هنري الثامن قد استعلى و تكبر عند اتخاذ شقيقته كملكة زوجة ملك و كان مرتبطا بالليدي إليزابيث, لاحقا إليزابيث الأولى عندما كانت أميرة و قد تقاضى في أواخر أيام الملك هنري الثامن و أعدم عام 1544م بتهمة الاعتداء على الملكية.